# Carige irrorata
Carige irrorata är en fjärilsart som beskrevs av Butler 1879. Carige irrorata ingår i släktet Carige och familjen mätare. Inga underarter finns listade i Catalogue of Life.